# Pilatus Aircraft
Pour les articles homonymes, voir Pilatus.
Pilatus Aircraft est un constructeur d’avions dont le siège et la principale usine se trouvent à Stans en Suisse. Pilatus est le leader mondial pour les avions turbo-propulsés à un seul moteur.

## Origine du nom
Le nom de la société vient du Pilatus, massif montagneux qui se trouve à proximité de la localité où est installé le siège de l'entreprise.

## Histoire

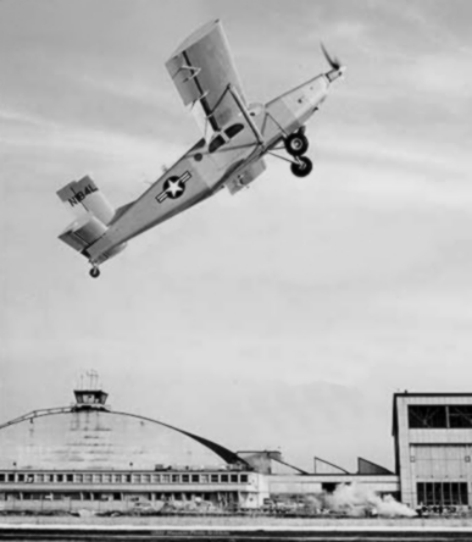
Le PC-6 Porter a été le premier avion de Pilatus à connaître un succès international

La société Pilatus est fondée le 16 décembre 1939. En mars 1940 débute la construction des halles de production à Stans. En juin de la même année, 65 employés assemblent le C-35. La semaine de cinq jours est introduite, une première en Suisse centrale. En 1941, un projet d'un avion d'entraînement monoplace, le Pilatus P-1 (en), est approuvé puis abandonné. En 1942, la compagnie est officiellement inaugurée en présence du Général Guisan. En 1943, l'avion d'entraînement Pilatus P-2 est développé. Une caisse de pension est créée en 1952. En 1954 est construit un bureau d’administration technique. En 1956 est construite une seconde halle de montage. Développement du Pilatus P-3 en 1973. En 1993 Pilatus quitte les contrats de sous-traitances pour Jetstream et Eurocopter. En 1996, la société de vente Pilatus Business Aircraft Ltd est créée à Denver aux États-Unis et Pilatus Maintenance devient un département différent. En 1998 Pilatus vend sa filiale britannique Pilatus Britten-Norman. Le cap des mille employés est franchie en 2001. Afin de s'implanter sur le marché chinois, Pilatus Aircraft crée en 2013 la Pilatus Aircraft Industry (China) Co., Ltd à Chongqing.
- 1940 : le Pilatus SB-1 (en)
- 1941 : le Pilatus SB-2
- 1942 : le Pilatus SB-5 (en)
- 1941 : le Pilatus P-1 (en)
- 1945 : le Pilatus P-2
- 1948 : le Pilatus P-4
- 1951 : le Pilatus P-5 (en)
- 1953 : le Pilatus P-3
- 1959 : le Pilatus PC-6 Porter puis Turbo Porter
- 1967 : le Pilatus PC-8D Twin Porter
- 1972 : le Pilatus PC-11
- 1978 : le Pilatus PC-7 Turbo Trainer
- 1980 : le Pilatus PC-10 (en)
- 1986 : le Pilatus PC-9
- 1991 : le Pilatus PC-12
- 1999 : le Pilatus PC-21
- 2015 : le Pilatus PC-24

## Controverses

### Usage du PC-9 à l'encontre de populations civiles
L'exportation d'avions d'entraînement militaire n'est pas soumise à la loi suisse sur le matériel de guerre, mais à la loi sur le contrôle des marchandises. Par conséquent, les livraisons de tels avions ne peuvent être empêchées par les autorités que si le pays destinataire est soumis à un embargo sur les armes imposé par l’ONU. Cette pratique a été critiquée par les organisations de défense des droits de l'homme et de la paix depuis les années 1970, car les avions d'entraînement Pilatus ont ensuite été armés et utilisés pour le soutien aérien rapproché dans divers pays en développement et zones de crise.
En 1989, le Conseil fédéral a annoncé que des avions Pilatus avaient été utilisés contre la population civile en Birmanie et au Guatemala. Peu de temps après, il est devenu public que l'armée irakienne sous Saddam Hussein utilisait des avions Pilatus contre les insurgés kurdes dans le nord de l'Irak. En janvier 1994, des avions Pilatus ont été utilisés contre des villages agricoles zapatistes au Chiapas, au Mexique. Les soupçons selon lesquels l’armée tchadienne utilisait des avions Pilatus contre des camps de réfugiés au Darfour ont été confirmés en janvier 2008. L'exportation de plusieurs PC-9 avait déjà été critiquée par diverses organisations en 2006,.
Les avions Pilatus PC-9 faisaient partie de l'accord controversé « Al Yamamah » entre la Grande-Bretagne et l'Arabie saoudite. Plus tard, dans le cadre d'un autre accord, 55 PC-21 ont été livrés à partir de 2014, aux côtés de 22 avions d'entraînement Hawk de BAE Systems,. En 2017, un contrat a été signé pour la maintenance de ces machines par les employés de Pilatus sur place. Le DFAE a supposé que de tels contrats avec les forces aériennes de plusieurs États du Moyen-Orient impliqués dans la guerre au Yémen n'avaient pas été correctement signalés au gouvernement fédéral conformément à l'article 935.41  et a commencé un audit de ces services en janvier 2019 . Après que l'EDA eut interdit ces services, Pilatus a obtenu le droit de le faire auprès du Tribunal administratif fédéral. Le jugement n’est pas encore définitif.

### Violation de la loi suisse sur l'exportation d'armes
En 2019, le Département fédéral des affaires étrangères (DFAE) suisse a ouvert une enquête contre l'entreprise pour avoir fourni des services de soutien logistique et de maintenance à des avions militaires en Arabie saoudite et aux Émirats arabes unis, tous deux impliqués dans la guerre au Yémen. Le soutien de Pilatus Aircraft aux opérations militaires en Arabie saoudite et aux Émirats arabes unis a été jugé comme une violation de la législation suisse sur les exportations, qui interdit toute aide aux activités militaires dans les pays impliqués dans des conflits en cours. En juin 2019, le DFAE a ordonné à Pilatus de cesser ses opérations dans les deux pays. Pilatus Aircraft a fait appel de la décision. En 2021, la décision du DFAE a été annulée par le Tribunal administratif fédéral pour « incompatibilité avec les objectifs de politique étrangère du gouvernement [suisse] »

### Affaire de corruption en Inde
Pilatus Aircraft a été impliqué dans un scandale de corruption en Inde. En 2019, le Bureau central d'enquête indien a ouvert une enquête sur des allégations de corruption concernant la vente de 75 avions d'entraînement PC-7 MkII à l'Indian Air Force. Le contrat de 350 millions de dollars, signé en 2012, aurait été entaché de pots-de-vin versés à des responsables indiens pour l'obtenir.
Pilatus a été accusé d'avoir enfreint la loi indienne de 1988 sur la prévention de la corruption. avec des enquêtes révélant des transferts financiers vers des intermédiaires et des consultants prétendument impliqués dans la facilitation de l'accord. Les autorités indiennes, dans le cadre de l'enquête, ont examiné l'implication d'intermédiaires, dont le célèbre trafiquant d'armes Sanjay Bhandari, qui aurait reçu 50 millions de dollars par l'intermédiaire de la succursale de Dubaï d'Offset India Solutions Private Limited. Pilatus a refusé de commenter et l'Inde a annulé un contrat d'achat de 38 avions supplémentaires auprès du constructeur suisse.

## Galerie

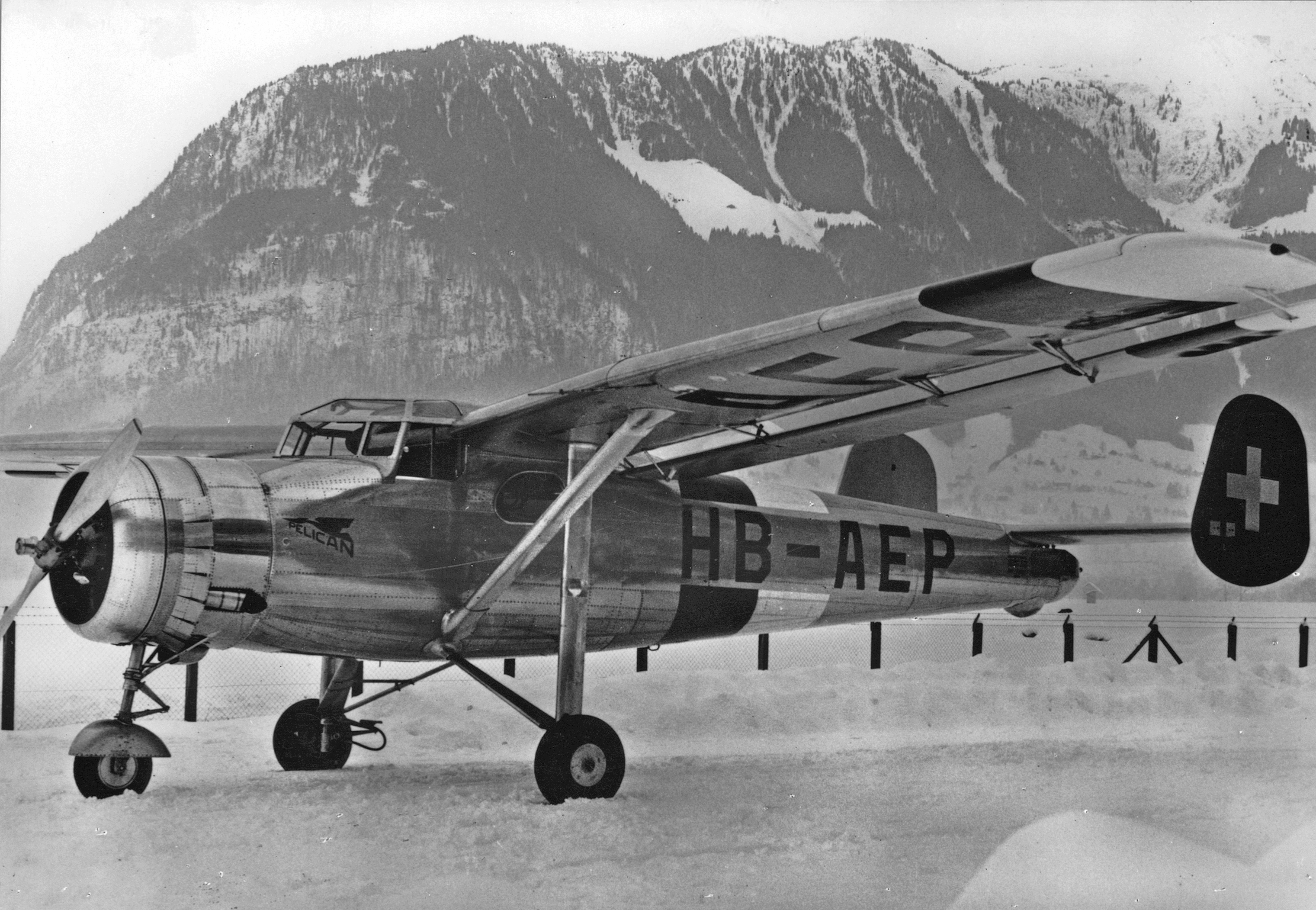
Pilatus SB-2 Pelican
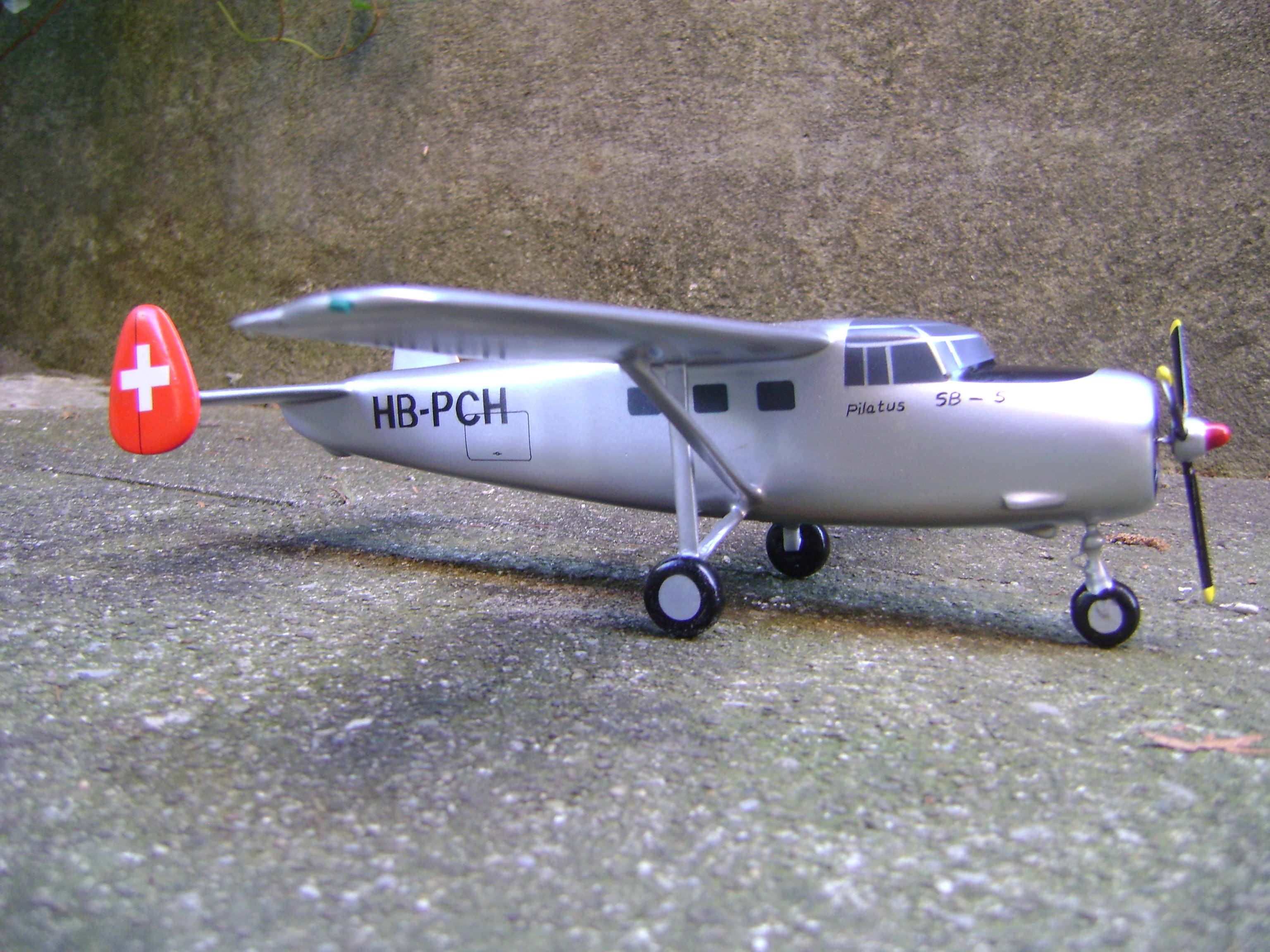
Pilatus SB-5
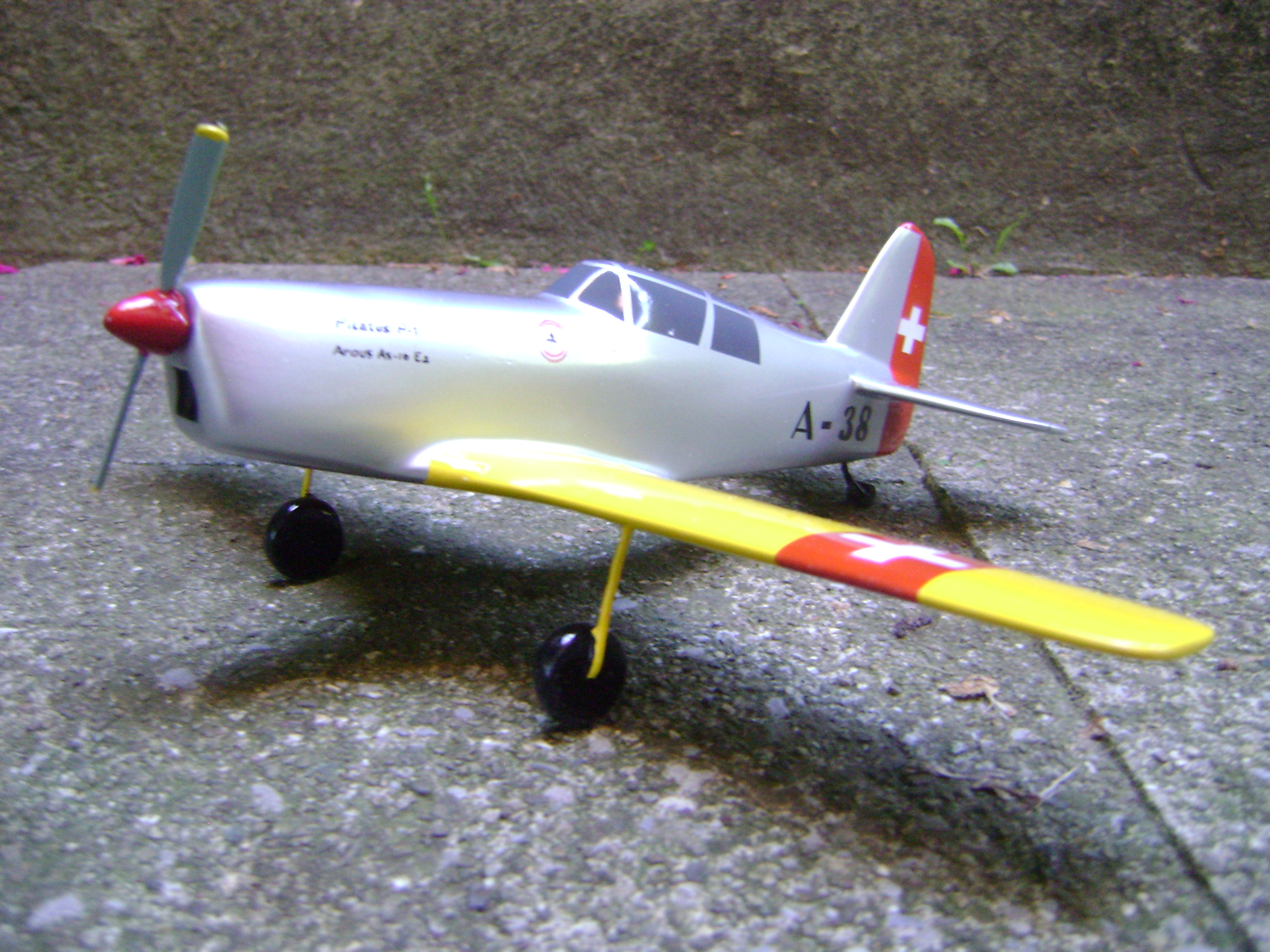
Pilatus P-1
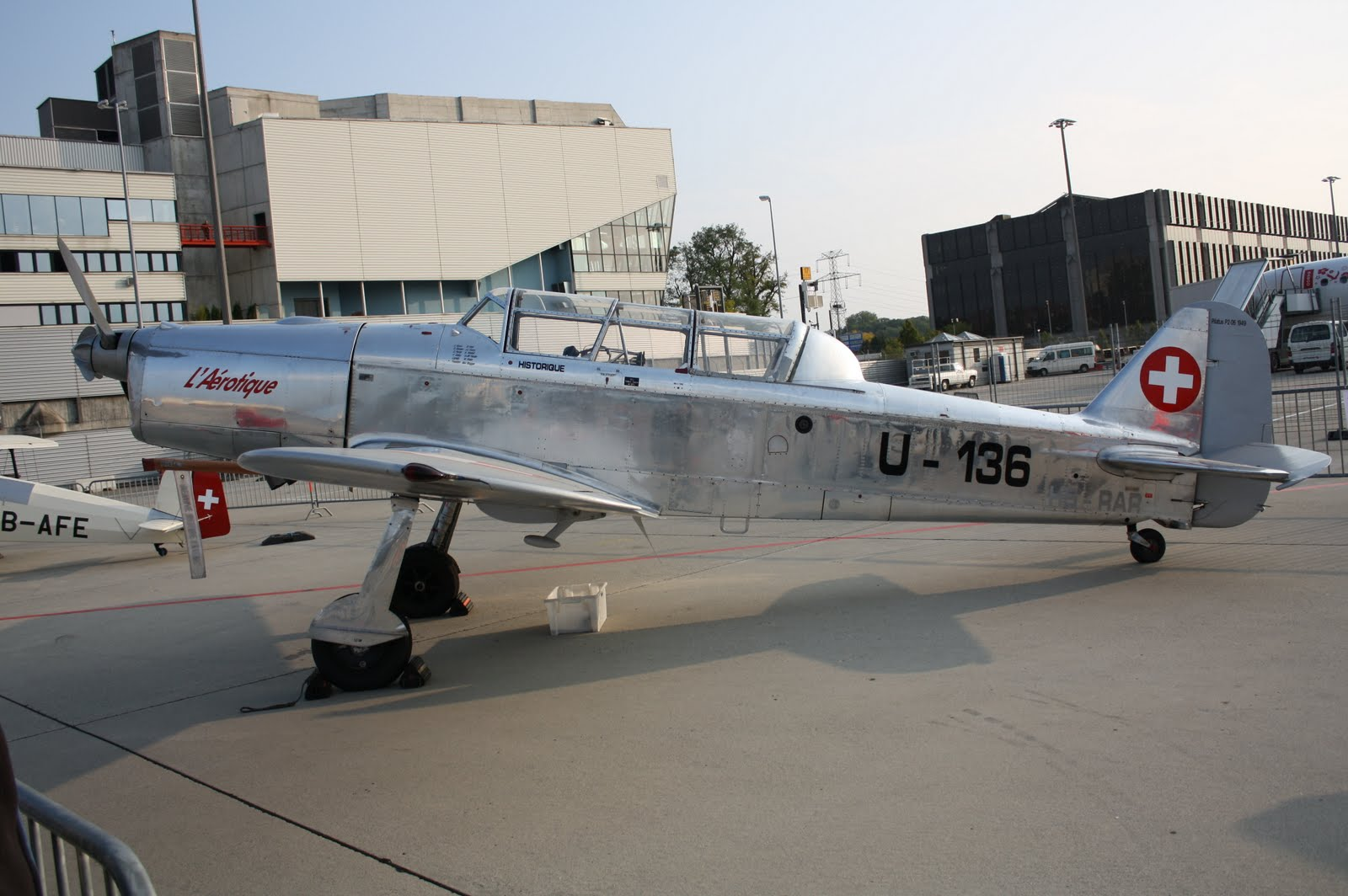
Pilatus P-2
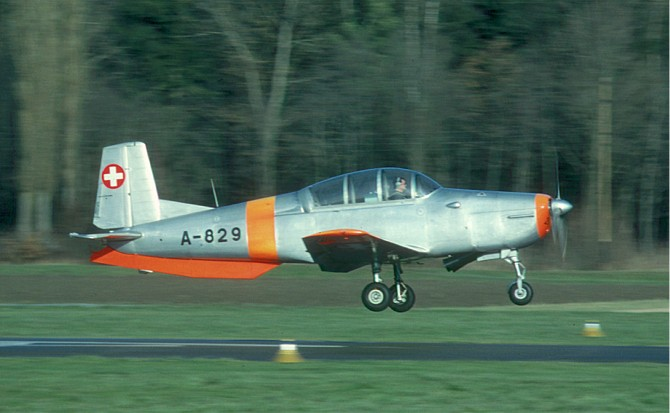
Pilatus P-3
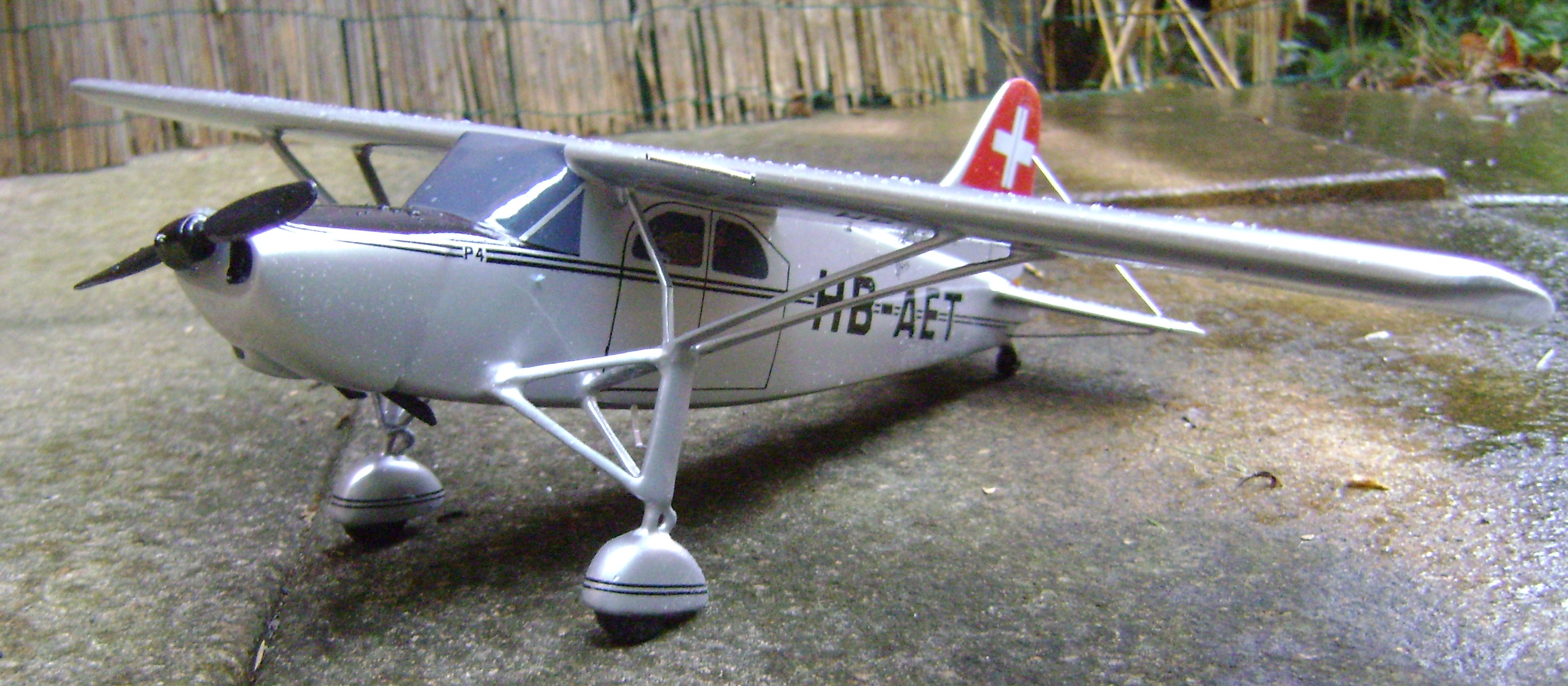
Pilatus P-4 (maquette)
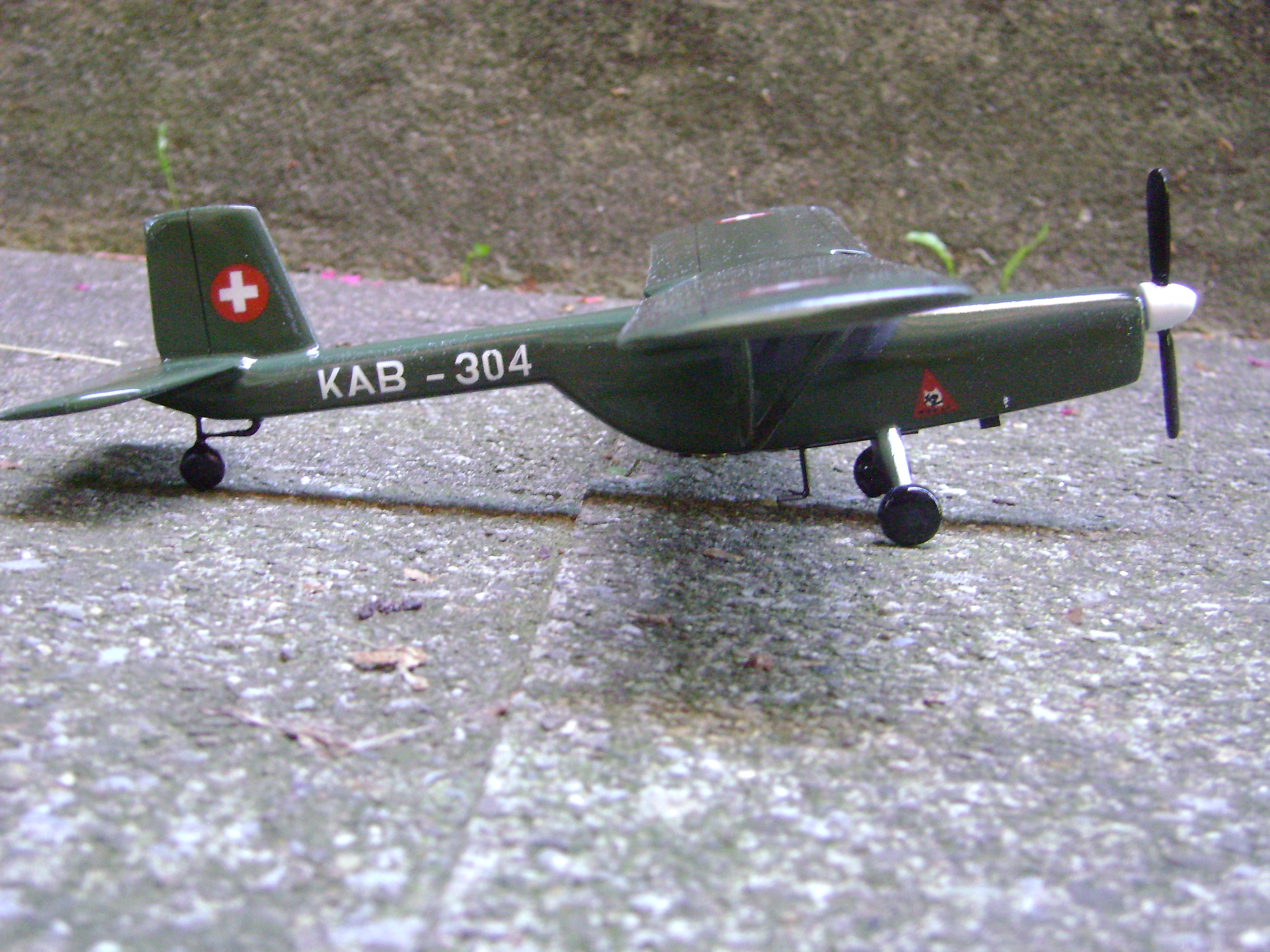
Pilatus P-5
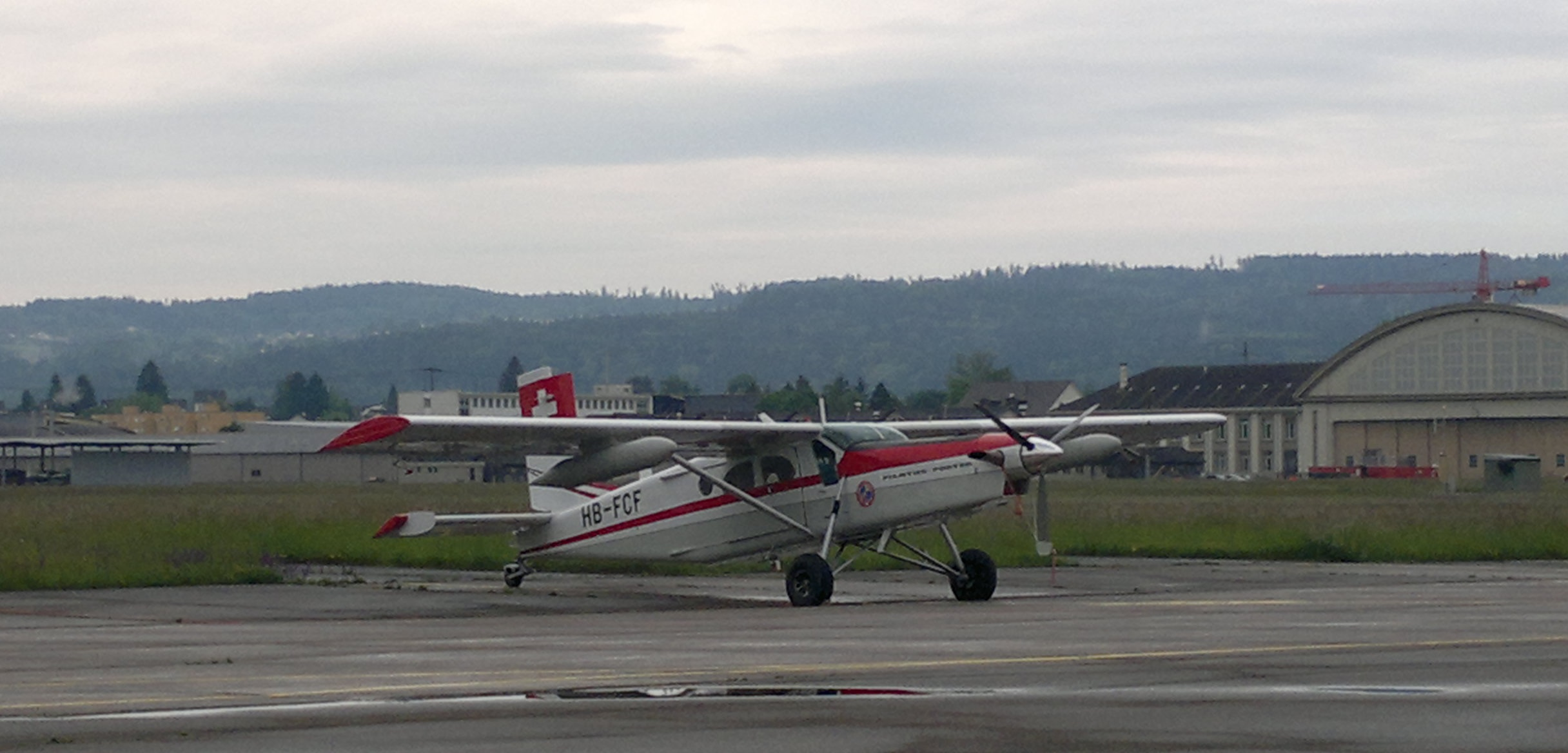
Pilatus PC-6
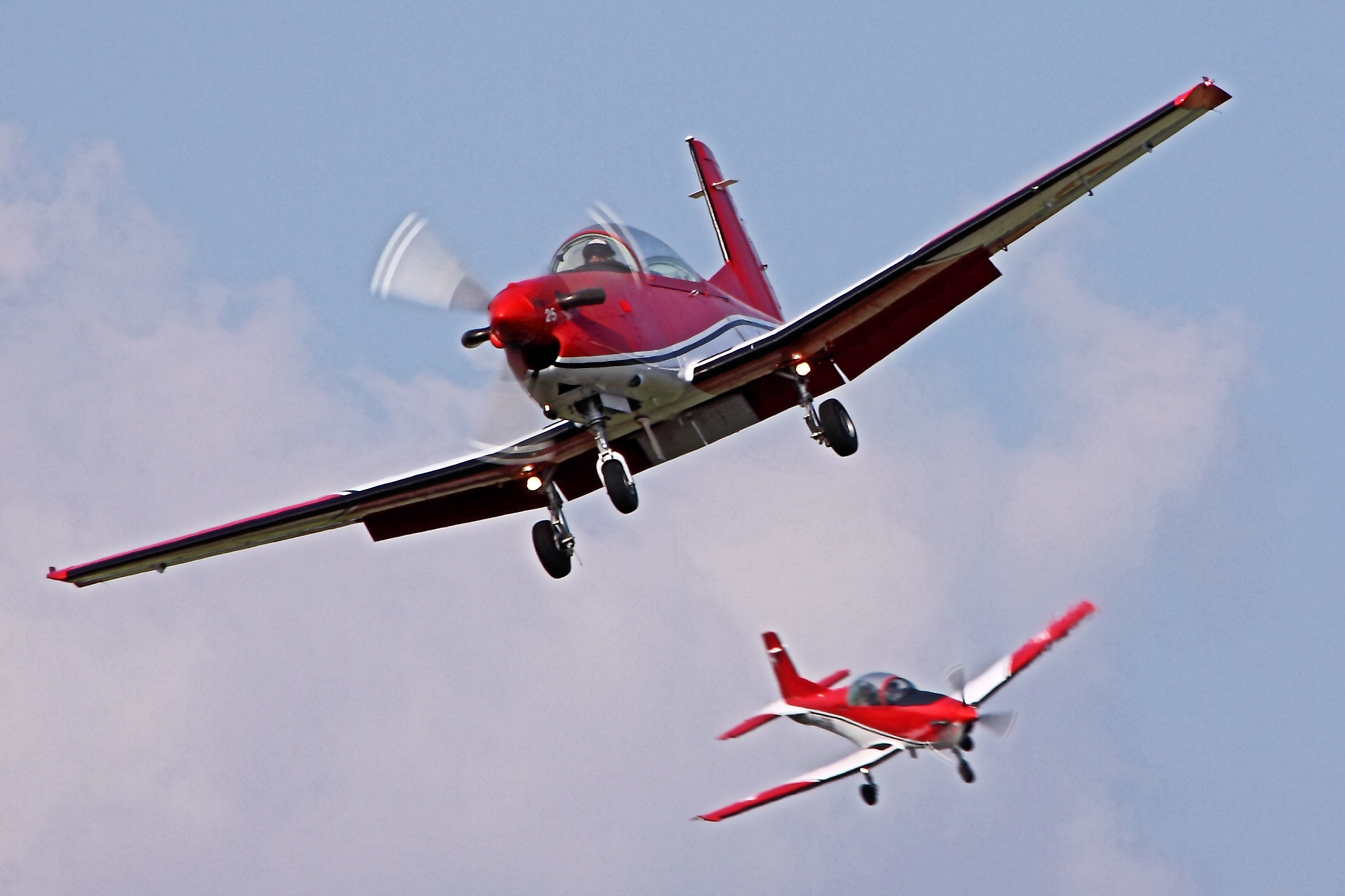
Pilatus PC-7
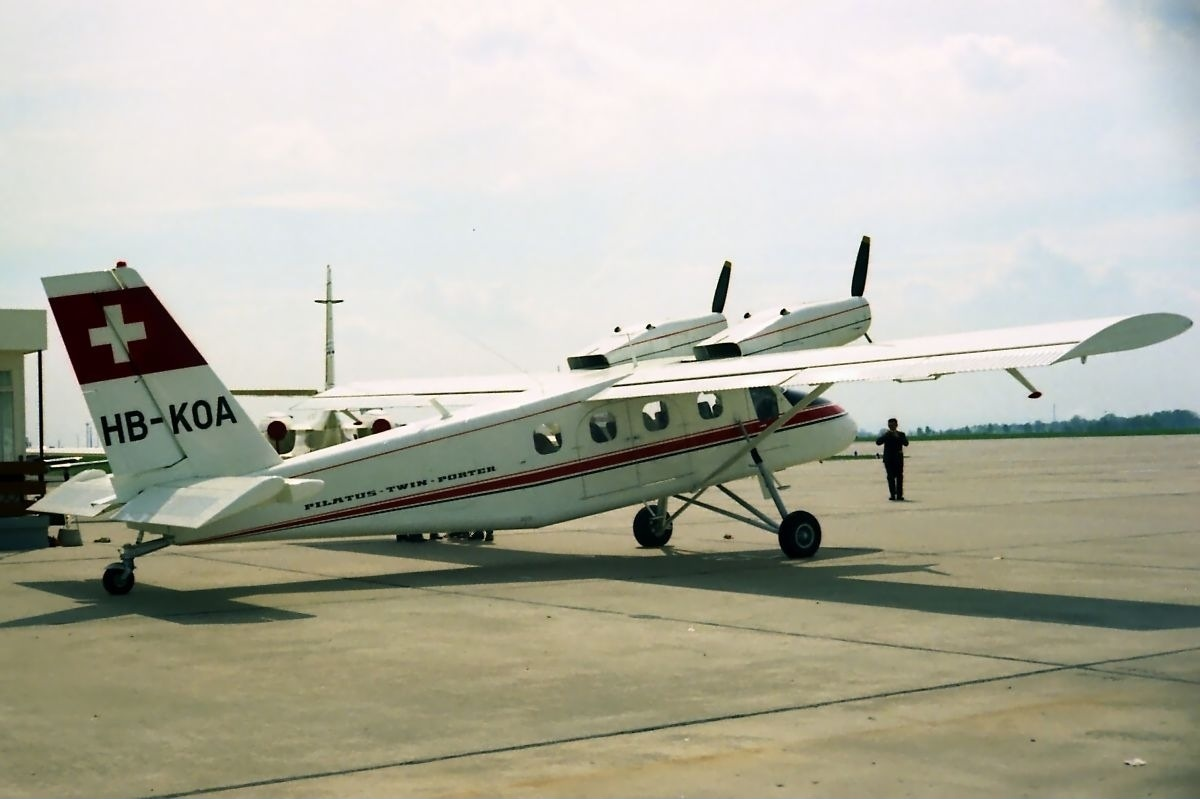
Pilatus PC-8D
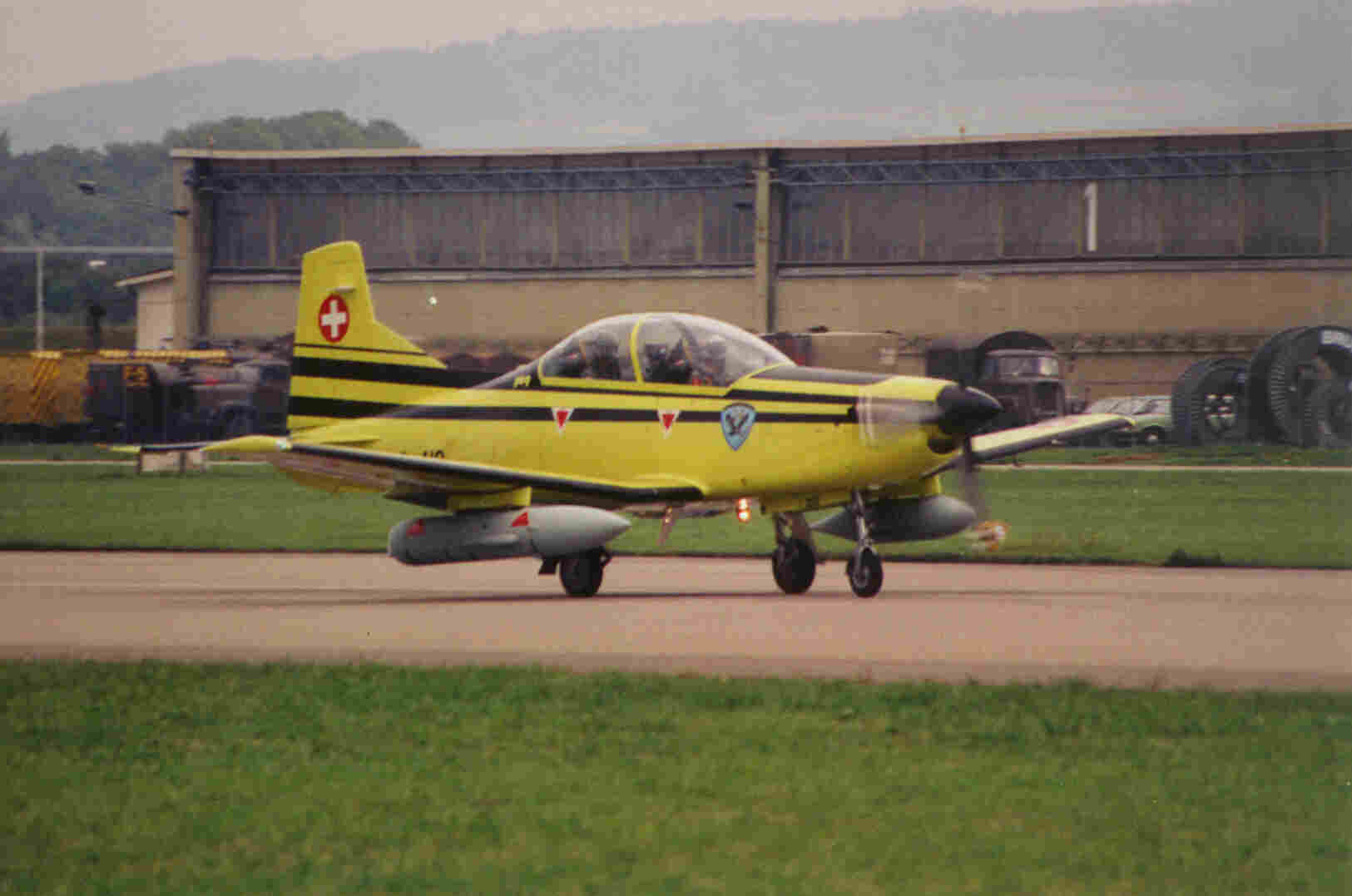
Pilatus PC-9
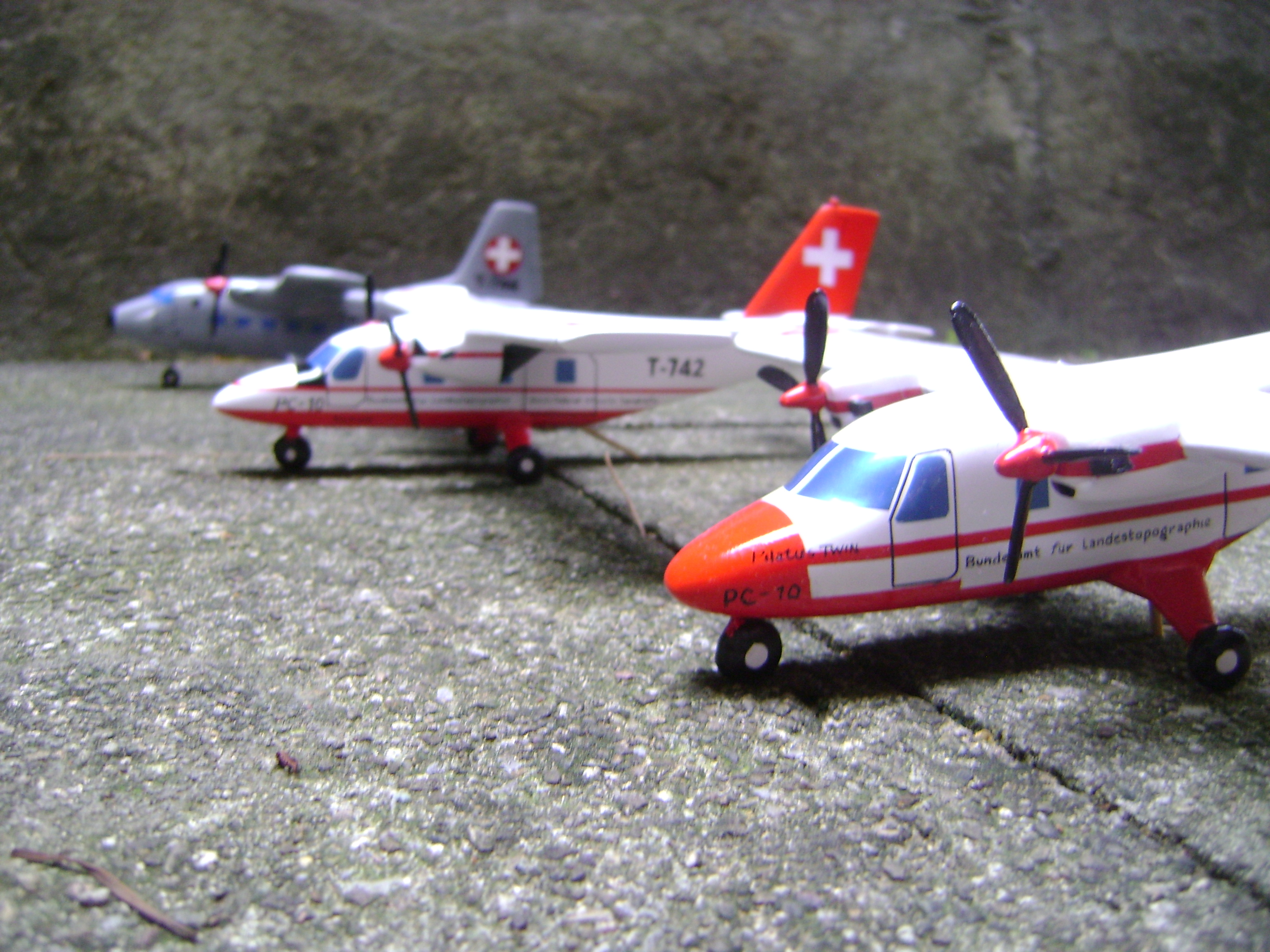
Pilatus PC-10
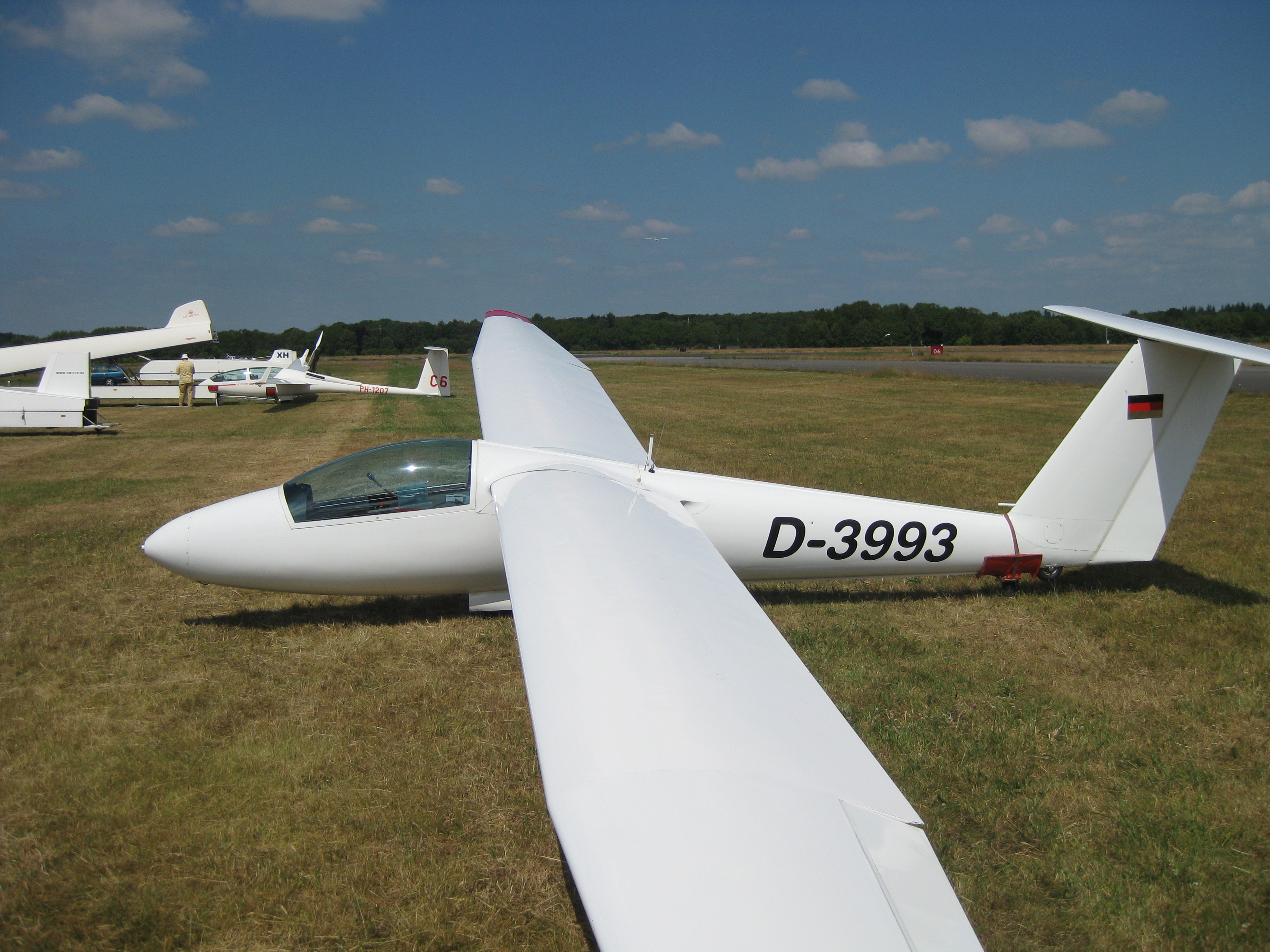
Pilatus PC-11 /B4
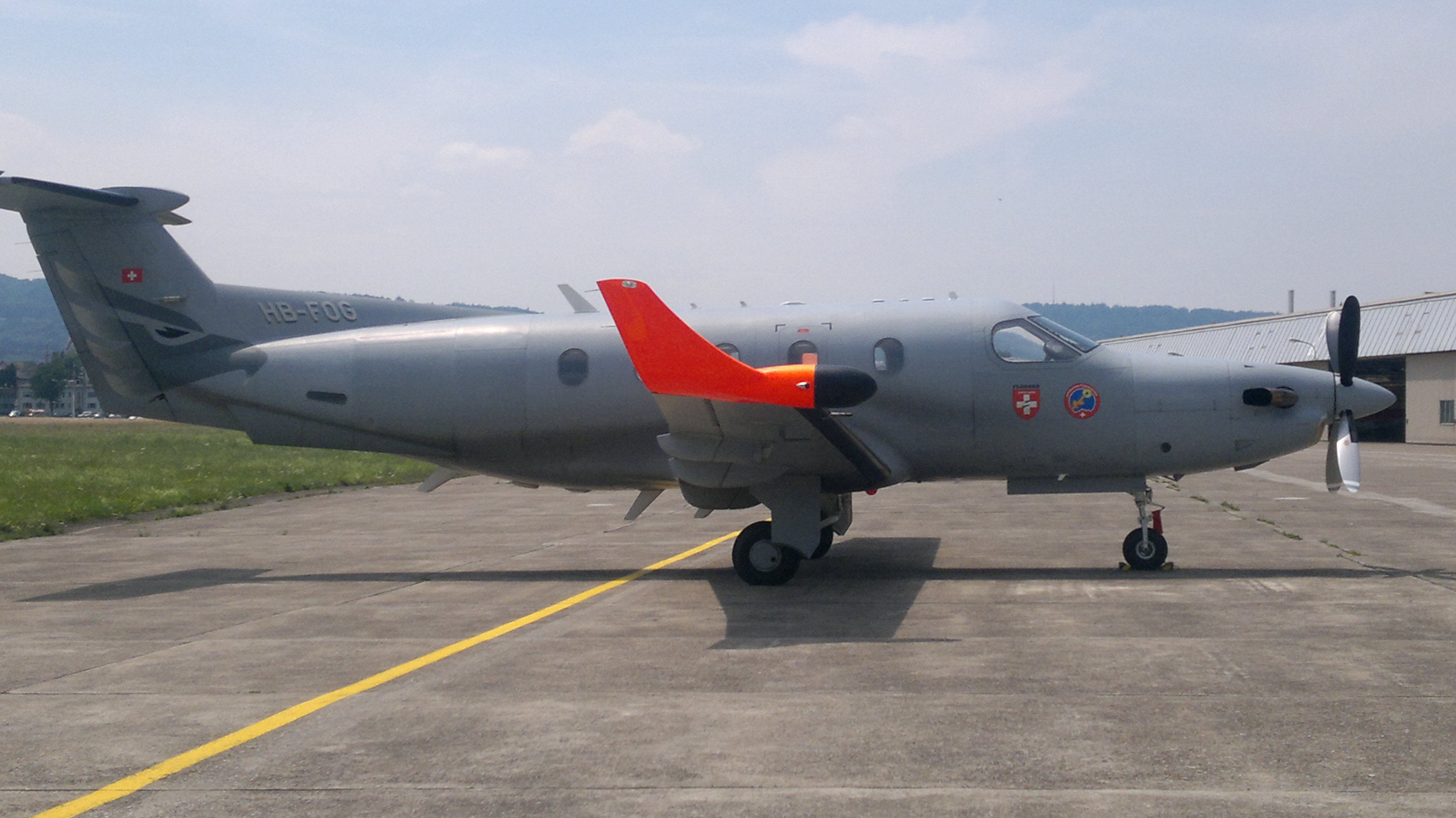
Pilatus PC-12
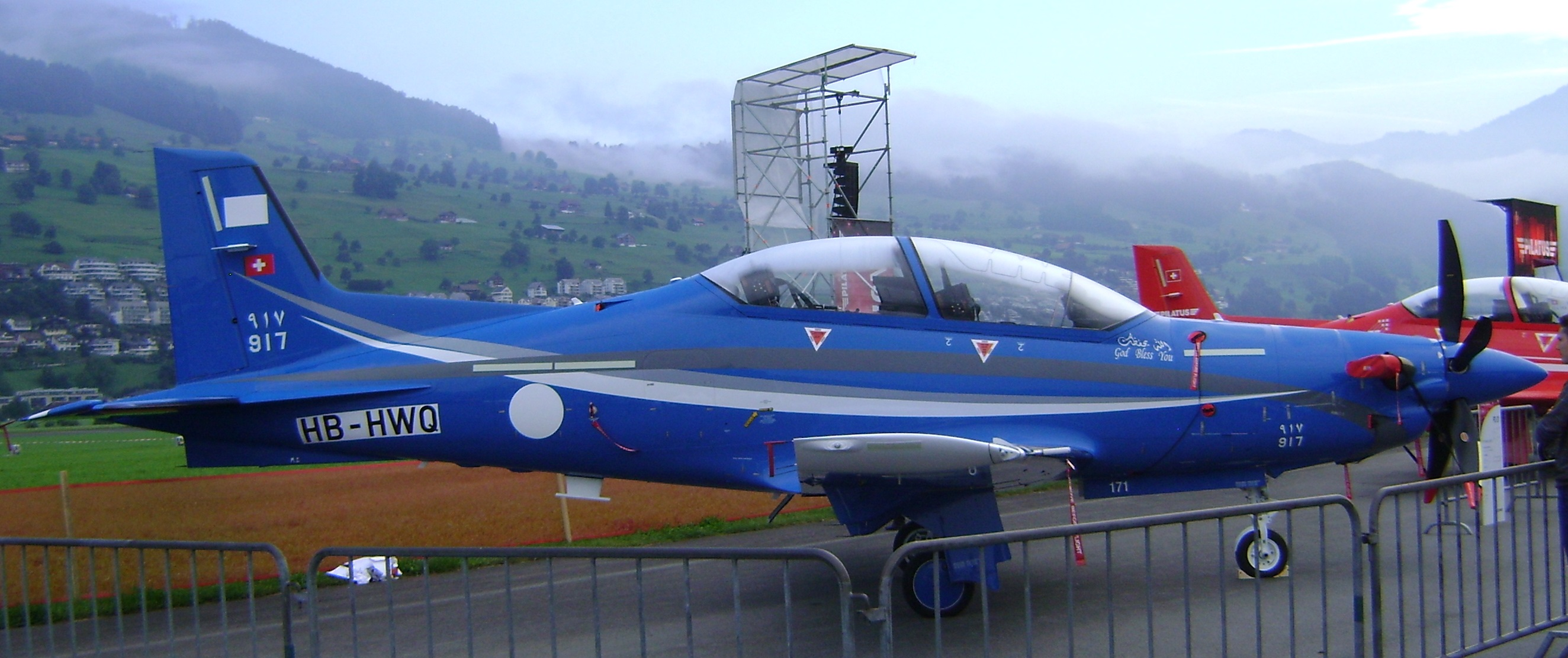
Pilatus PC-21
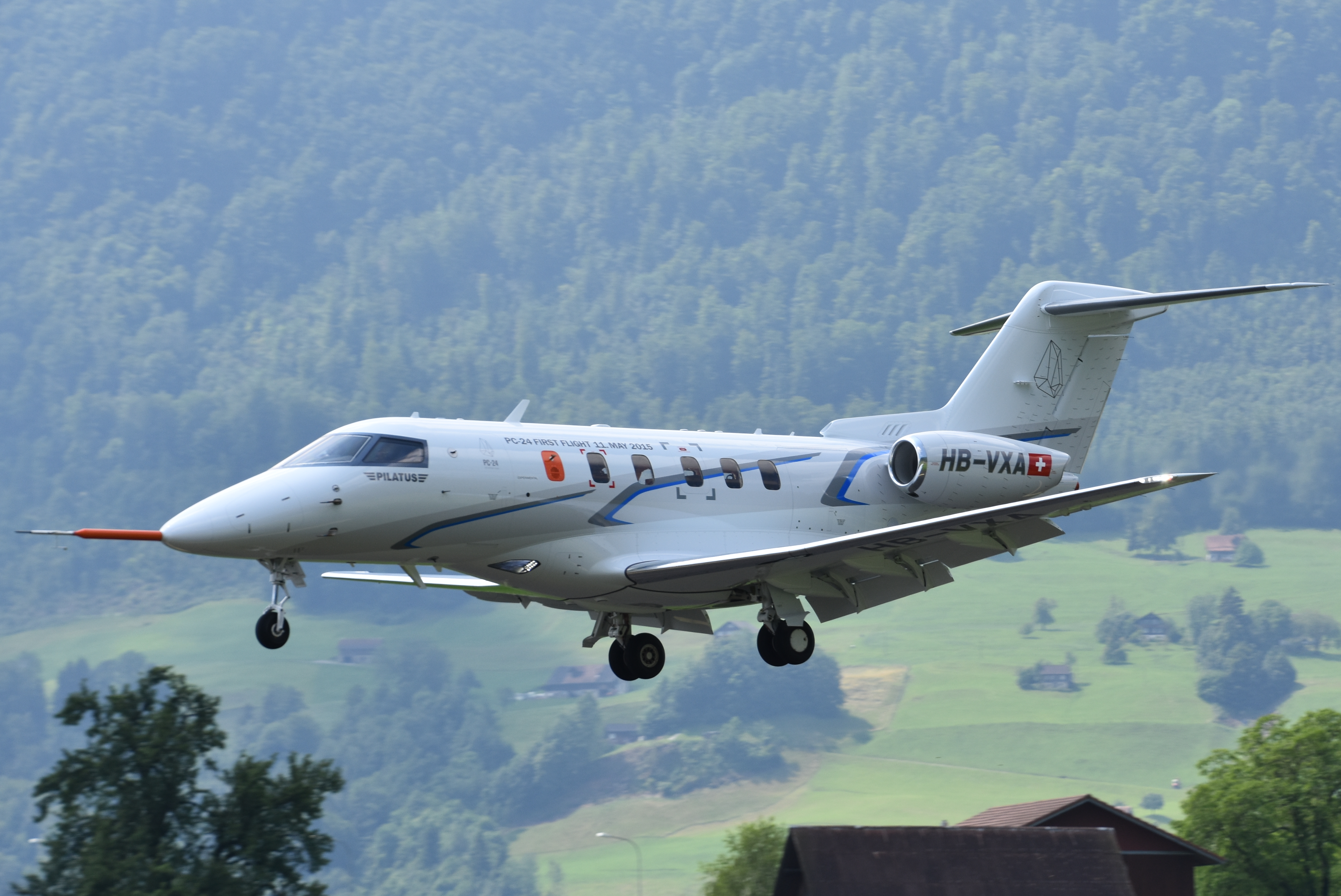
Pilatus PC-24

## Produits
- Le PC-6, Pilatus Porter PC-6
- Le PC-7 MK II, The Basic Trainer
- Le PC-9 M, The Advanced Trainer
- Le PC-12 NG
- Le PC-21, The NextGen Trainer
- Le PC-24, The Super Versatile Jet

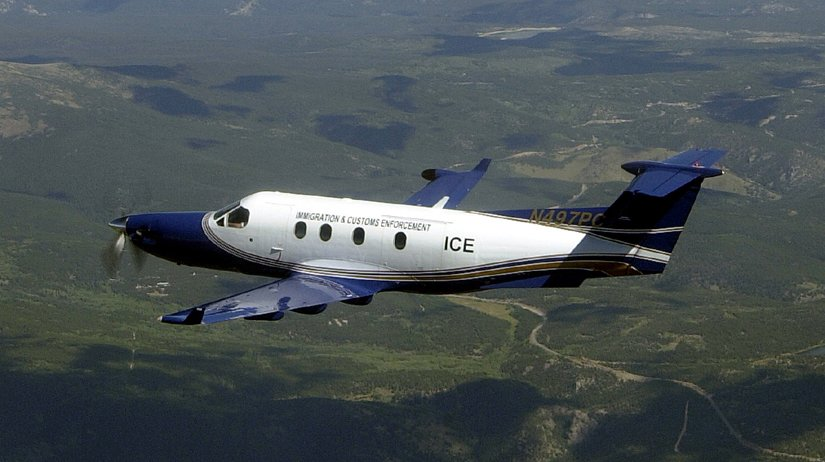
Avec 1500 livraisons en juin 2017, le PC12 est le plus grand succès de Pilatus à ce jour.

- Les systèmes d'entraînement au sol dont des simulateurs

## Chiffres
- Employés : 1 284 (2004) ; 2 000 (2015)
- Chiffres d'affaires : 464 millions CHF (2004) ; 1,17 milliard CHF (2014)[20]